# Wuling Nano EV
Wuling Nano EV – elektryczny mikrosamochód produkowany pod chińską marką Wuling od 2021 roku.

## Historia i opis modelu

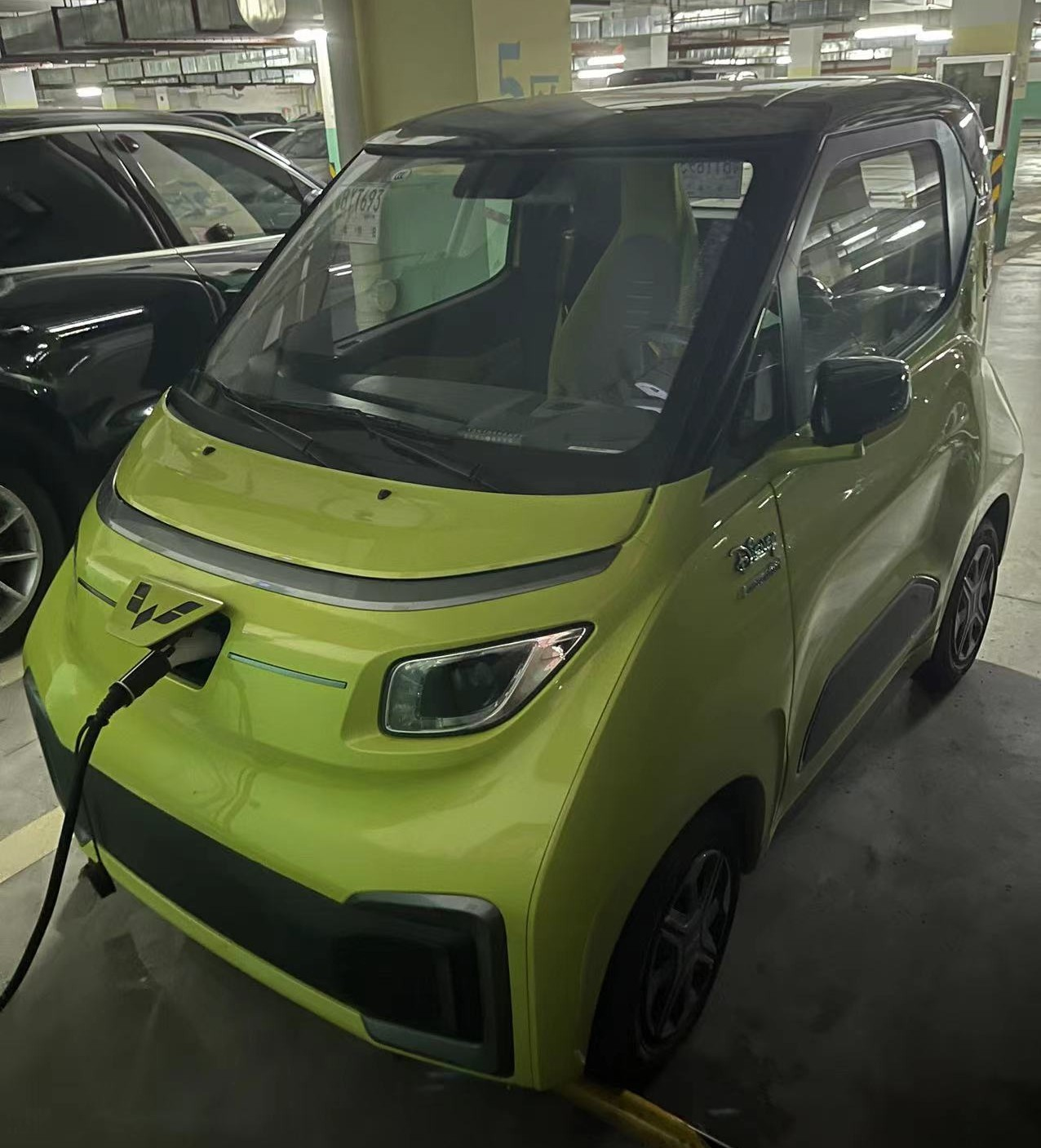
Wuling Nano EV podczas ładowania

Po rynkowym sukcesie pierwszego elektrycznego mikrosamochodu Hongguang Mini EV, Wuling zdecydował się rozbudować swoją ofertę tanich miejskich bezemisyjnych pojazdów o jeszcze mniejszego hatchbacka o nazwie Nano EV, wyróżniającego się długością 2,5 metra.
Opracowując pojazd chiński producent skorzystał z wymiany technologicznej z bratnim Baojunem współdziałającego w ramach joint-venture SAIC-GM-Wuling, stając się bliźniaczym modelem względem Baojuna E200. Samochód odróżnił się detalami nadwozia, zyskując inną stylizację pasa przedniego oraz przeprojektowanymi tylnymi panelami.

### Sprzedaż
Debiut rynkowy Wulinga Nano EV odbył się w kwietniu 2021 roku na rynku chińskim. Samochód nie zdobył popualrności rynkowej, pozostając jednak dalej w produkcji jako najtańszy i najmniejszy pojazd  w ofercie.

### Dane techniczne
Wuling Nano EV współdzieli swój układ napędowy z bliźniaczym Baojunem E200, wyróżniając się nieznacznie słabszym silnikiem elektrycznym o mocy 33 KM, który zapewnia 110 Nm maksymalnego momentu obrotowego i 100 km/h prędkości maksymalnej.